# 그랑블루 판타지 버서스
《그랑블루 판타지 버서스》는 아크 시스템 웍스가 제작하고 사이게임즈가 배급한 대전 격투 게임이다. 사이게임즈의 《그랑블루 판타지》에 기반한 외전으로, 플레이스테이션 4 플랫폼으로 2020년 2월 6일 처음 출시됐다. 마이크로소프트 윈도우 이식판은 2020년 3월에 발매됐다. 시리즈 6주년을 맞이해 출시된 게임이다.
《그랑블루 판타지 버서스》는 동시대 아크 시스템 웍스의 《길티 기어》처럼 3D 그래픽에 2D 게임플레이를 적용한 2.5D 모사법을 사용한다. 각 캐릭터마다 고유기술 '어빌리티'를 이용해 상대방을 공격해 승리하는 것이 목표로, 상황에 따라 '오의', '오버 드라이브'같은 필살기도 활용할 수 있다. 게임 내 이야기를 전개하며 롤플레잉 비디오 게임처럼 플레이어 캐릭터를 성장시키는 일인용 RPG 모드가 있다.
2023년에 후속작 《그랑블루 판타지 버서스: 라이징》이 출시됐다.

## 반응
《그랑블루 판타지 버서스》는 리뷰 애그리게이터 웹사이트 메타크리틱에서 플레이스테이션 4판이 "대체적으로 긍정적인 평가"를 기록했다.

### 흥행
〈패미통〉에서 플레이스테이션 4판은 일본 소매상에서 발매 첫 주에 소매 판매량 86,248장을 기록해 그 주 가장 많이 팔린 게임이 됐다.

### 수상
더 게임 어워즈에서 최고의 격투 게임 부분 후보에 올랐으나 《모탈 컴뱃 11》이 수상받았다.

## 참조

### 주해
1. ↑  영어: Granblue Fantasy Versus, 일본어: グランブルーファンタジー ヴァーサス